# هيكارو مينيغيشي
هيكارو مينيغيشي هو لاعب كرة قدم فلبيني في مركز الوسط، ولد في 5 يونيو 1991 في سنداي في اليابان. لعب مع أوراوا رد دايموندز.

## وصلات خارجية
- هيكارو مينيغيشي على موقع قاعدة بيانات كرة القدم.إي يو (الإنجليزية)
- هيكارو مينيغيشي على موقع ناشيونال فوتبول تيمز (الإنجليزية)
- هيكارو مينيغيشي على موقع Soccerway.com (الإنجليزية)